# 松本未来
松本 未来（まつもと みく、1983年3月20日 - ）は、日本のグラビアアイドル、女優。本名は松本恵。東京都出身。身長162cm。血液型A型。

## 来歴
十代の頃より雑誌グラビア、写真集で活躍。AV業界など風俗をテーマとした2001年公開の映画『PAIN』で、風俗嬢役を演じた。2005年8月、メインキャストプロダクションへ事務所を移籍。2006年度クロアチア親善大使に就任。また、2006年度ラッシュディールガールを務めた。
2007年、本人公認のサイト「松本未来ちゃん情報」でしばらく仕事を離れ休業すると宣言。自身のブログでも、担当マネージャーより、平成18年12月31日をもってメインキャストプロダクションを辞めた旨が発表された。現在は芸能活動を休止している。

## 主な出演作品

### 映画
- PAIN（2000年、石岡正人監督）- 主演・真理役
- 3on3（2003年、佐々木浩久監督）
- 穴（2004年、オムニバス）- 本田隆一監督「青春の穴」

### オリジナルビデオ
- シベリア超特急・番外編 欲望列車（2005年）- 主演
- 起業士・天馬～悪徳経営者を叩き潰せ～（2006年）

### 登場雑誌
- Le Chien わんわん共和国（産経新聞社）
- 週刊プレイボーイ（集英社）

## 書籍

### 写真集
- わたしとボク（1998年10月、英知出版、撮影：中村誠作）ISBN 4754212118・・・共演：小礒絵里奈
- privacy 002 MIKU(Privacy (002))（1999年5月、いれぶん出版、撮影：西尾和久）ISBN 4870840642
- すだち（2002年6月、リイド社、撮影：沢渡朔）ISBN 4845823543
- PAIN（2003年4月、英知出版、撮影：沢渡朔）ISBN 4754215567
- M2（2004年1月、英知出版、撮影：沢渡朔）ISBN 4754215729

### イメージビデオ・DVD
- 未来（みく）日記（2001年2月、ソフト・オン・デマンド）
- HOT TRIP（2003年9月）
- はなびら（2003年10月、ハピネット・ピクチャーズ）
- ウォー・アイ・ニィ（2004年10月）
- Sanctuary（2004年2月、日本メディアサプライ）
- 欲望列車21（2004年8月）